# Myrmelastes brunneiceps
El hormiguero de Carabaya u hormiguero de cabeza pardusca (en Perú) (Myrmelastes brunneiceps), es una especie de ave paseriforme de la familia Thamnophilidae perteneciente al género Myrmelastes. Hasta recientemente hizo parte del género Schistocichla, que fue todo integrado a Myrmelastes en 2013. Es nativo del sureste de Perú y oeste de Bolivia, en Sudamérica.  

## Distribución y hábitat
Se distribuye en el sur de Perú (Cuzco, oeste de Madre de Dios, Puno) y extremo centro oeste de Bolivia (centro oeste de La Paz).
Esta especie habita en el sotobosque de selvas húmedas de tierras bajas, de estribaciones montañosas y  montanas, hasta los 1850 m de altitud.

## Sistemática

### Descripción original
La especie M. brunneiceps fue descrita por primera vez por el ornitólogo estadounidense John Todd Zimmer en 1931 bajo el nombre científico Schistocichla leucostigma brunneiceps; localidad tipo «Chaquimayo, 3000 feet [c. 915 m], Andes de Carabaya, Perú».

### Etimología
El nombre genérico masculino «Myrmelastes» proviene del griego «murmēx»: hormiga y «lastēs»: asaltante; significando «asaltante de hormigas»; y el nombre de la especie «brunneiceps», deriva del latín «brunneus»: pardo y «ceps»: coronado; significando «de corona parda»

### Taxonomía
La presente especie fue elevada a tal rango (antes era la subespecie Schistocichla leucostigma brunneiceps) siguiendo a Isler et al (2007), con base en diferencias de plumaje y vocalización, lo que fue aprobado en la Propuesta N° 301 al Comité de Clasificación de Sudamérica (SACC).
Los amplios estudios de Isler et al. 2013 en relación con el género Myrmeciza, demostraron que Myrmeciza hyperythra se encontraba agrupada dentro del grupo de especies que entonces formaban el género Schistocichla (entre las cuales la presente) y que todo este grupo estaba hermanado a Sclateria naevia. A todo este grupo lo denominaron un «clado Sclateria», dentro de una tribu Pyriglenini. Para resolver esta cuestión taxonómica, propusieron agrupar M. hypeythra y Schistocichla en el género resucitado Myrmelastes. En la Propuesta N° 628 al (SACC), se aprobó este cambio, junto a todos los otros envolviendo el género Myrmeciza.
Es monotípica.